# Wright City (Missouri)
Wright City é uma cidade localizada no estado americano de Missouri, no Condado de Warren.

## Demografia
Segundo o censo americano de 2000, a sua população era de 1532 habitantes.
Em 2006, foi estimada uma população de 2657, um aumento de 1125 (73.4%).

## Geografia
De acordo com o United States Census Bureau tem uma área de
6,6 km², dos quais 6,5 km² cobertos por terra e 0,1 km² cobertos por água. Wright City localiza-se a aproximadamente 223 m acima do nível do mar.

## Localidades na vizinhança
O diagrama seguinte representa as localidades num raio de 16 km ao redor de Wright City.